# Thả Mạt
Thả Mạt (tiếng Trung: 且末; bính âm: Qiěmò Xiàn; Uyghur: چەرچەن ناھىيىسى‎, ULY: Qərqən Nah̡iyisi Cherchen Nahiyisi), là một huyện của Châu tự trị dân tộc Mông Cổ Bayin'gholin, khu tự trị Tân Cương, Trung Quốc. Từ nam lên bắc, Thả Mạt chạy từ dãy chính của Dãy núi Côn Luân, vốn tạo thành ranh giới với khu tự trị Tây Tạng đến khu vực trung tâm của sa mạc Taklamakan. Sông Qiemo River nằm gần trấn Thả Mạt bị đóng băng khoảng từ hai đến ba tháng trong mùa đông.

### Trấn
- Thả Mạt (且末镇)

### Hương
| - A NHiệt Lặc (阿热勒乡) - Quỳnh Khố Lặc (琼库勒乡) - Tháp Cách Lạp Khắc Lặc Khắc (托格拉克勒克乡) - Ba Cách Ngải Nhật Khắc (巴格艾日克乡) - Anh ngô Tư Đường (英吾斯塘乡) - A Khắc Đề Khảm Đôn (阿克提坎墩乡) | - Khoát Thập Tát Đặc Mã (阔什萨特玛乡) - Tháp Đề Nhượng (塔提让乡) - A Khương (阿羌乡) - Khố Lạp Mộc Lặc Khắc (库拉木勒克乡) - Áo Y Á Y Lạp Khắc (奥依亚依拉克乡) |